# 사토 유타
사토 유타(일본어: 佐藤 祐太, 1995년 5월 13일~)는 일본의 축구 선수이다.

## 구단 경력
그는 2018년 J3리그의 YSCC 요코하마에 입단했다. 2021년까지 79경기에 출전하여, 6득점을 넣었다. 2022년 AC 나가노 파르세이루로 이적했다. 2024년 FC 류큐로 이적했다.